# Janovice (Polná)
Janovice (německy Janowitz) jsou nejvzdálenější částí města Polná. Nachází se na české straně historické zemské hranice Čech a Moravy asi 5 km východně od Polné v okrese Jihlava v Kraji Vysočina.

## Název
V roce 1406 obec nesla název Janowicz a roku 1654 Janowicze. Ve 13. století se Janovice nazývali Jankov.

## Historie
Janovice jsou jedna z nejstarších vsí na Polensku. Zmínka je již z roku 1242 v listině krále Václava I. (tehdy ovšem jako Jankov), ve které Jan z Polné (syn Zbislava z Bratčic) věnuje ves řádu německých rytířů. Spolu se Skrýšovem patřila obec od roku 1430 Janu Sezimovi z Rochova a od roku 1447 jím založené špitální nadaci v Polné. Školu zde postavili v roce 1792. V roce 1901 místní občané založili Sbor dobrovolných hasičů. Po uzavření jednotřídkové základní školy žáci dojíždějí do Základní školy v Polné autobusem.
V letech 1869-1980 Janovice spravovaly jako osadu Skrýšov, který byl 1. dubna 1980 připojen k Polné spolu s Janovicemi. V letech 1869-1880 spadala obec pod okres Polná, v letech 1880-1961 pod okres Německý Brod (později Havlíčkův), v letech 1961-1980 pod okres Jihlava. 1. dubna 1980 se staly částí města Polná, před tím byly samostatné.

## Přírodní poměry
Janovice leží v okrese Jihlava v Kraji Vysočina. Nachází se 6 km jižně od Poděšína, 7,5 km západně od Bohdalova, 3,5 km severozápadně od Stáje, 6 km severovýchodně od Zhoře, 5 km severovýchodně od Dobroutova a západně 5 km od Polné a 2 km od Záborné. Geomorfologicky je oblast součástí Česko-moravské subprovincie, konkrétně Křižanovské vrchoviny a jejího podcelku Brtnická vrchovina, v jejíž rámci spadá pod geomorfologický okrsek Řehořovská pahorkatina. Průměrná nadmořská výška činí 560 metrů. Nejvyšší bod o nadmořské výšce 625 metrů stojí jihovýchodně od vsi. Východní částí katastru protéká Poděšínský potok a jižní pak Ochozský potok. Východně od vsi stojí vrch nazvaný Kopec (608 m n. m.). Přibližně 2 km východně se prostírá Špitálský les, což je součást Arnoleckých hor. Na Skrýšovském potoce, který pramení asi 1 km východně, se nachází kaskáda rybníků, z nichž největšími jsou Hasavrk a Grošník.

## Obyvatelstvo
Roku 1850 měly Janovice 353 obyvatel v 49 domech. Podle sčítání 1921 zde žilo v 55 domech 314 obyvatel, z nichž bylo 157 žen. 313 obyvatel se hlásilo k československé národnosti. Žilo zde 313 římských katolíků.
| Rok            | 1807 | 1836 | 1850 | 1869 | 1880 | 1890 | 1900 | 1910 | 1921 | 1930 | 1950 | 1961 | 1970 | 1980 | 1991 | 2001 |
| -------------- | ---- | ---- | ---- | ---- | ---- | ---- | ---- | ---- | ---- | ---- | ---- | ---- | ---- | ---- | ---- | ---- |
| Počet obyvatel | 270  | 231  | 353  | 386  | 377  | 361  | 392  | 373  | 314  | 320  | 228  | 238  | 204  | 207  | 175  | 184  |

## Hospodářství a doprava
V obci sídlí obchod firmy LAPEK, a.s. a Družstvo Vysočina. Obcí prochází silnice III. třídy č. 34822 ze Záborné k Rudolci. Dopravní obslužnost zajišťuje dopravce ICOM transport. Autobusy jezdí ve směrech Jihlava, Polná, Bohdalov, Žďár nad Sázavou a Dobronín.

## Školství, kultura a sport
Místní děti dojíždějí do základní školy v Polné. Působí zde Sbor dobrovolných hasičů Janovice.

## Pamětihodnosti
Na místě starého kříže byla v roce 1914 postavena zděná kaple, zasvěcená Panně Marii. V příkopu mezi Zábornou a Janovicemi stojí smírčí kámen ze žuly s úzkým maltézským křížem (75-55-18 cm), o jehož původu však není nic známo. Ve Špitálském lese mezi Janovicemi a Rudolcem, při lesní cestě na Samotín, se nachází oblý kámen s úzkým křížem (53-51-15 cm), pod jehož levým ramenem je vyryt kalich. Místu se říká U Kalicha, a podle místních pověstí zde měl být zabit řezník rozzuřeným býkem.

## Osobnosti
Narodili se zde gymnazijní profesor, botanik, mykolog a publicista Jaromír Diener (1906 – 1984), významný evropský geodet Jan Marek (1834 – 1900) a kněz a církevní hodnostář Matěj Musil (1834-1918).

## Další fotografie

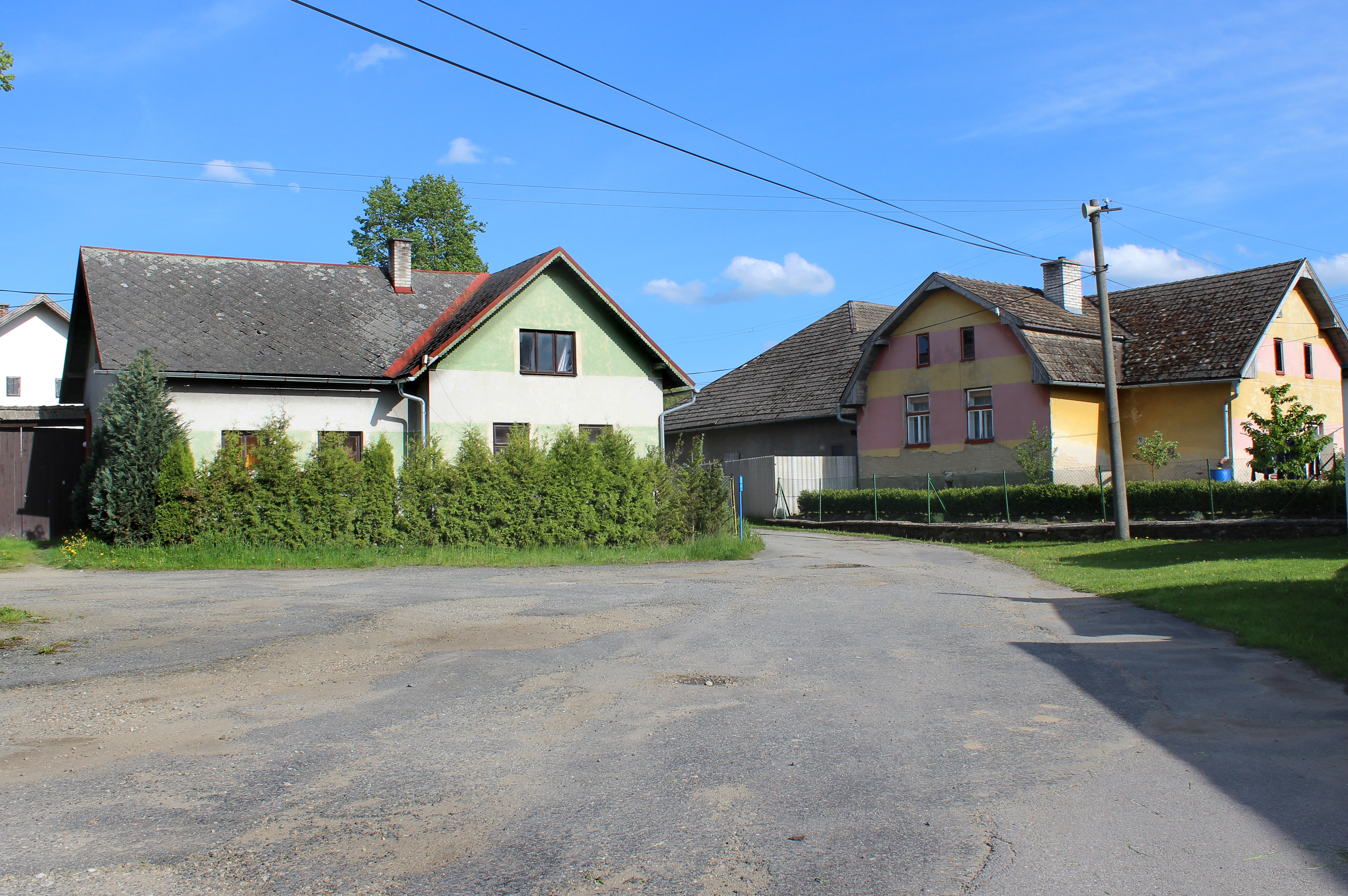
Domky na návsi
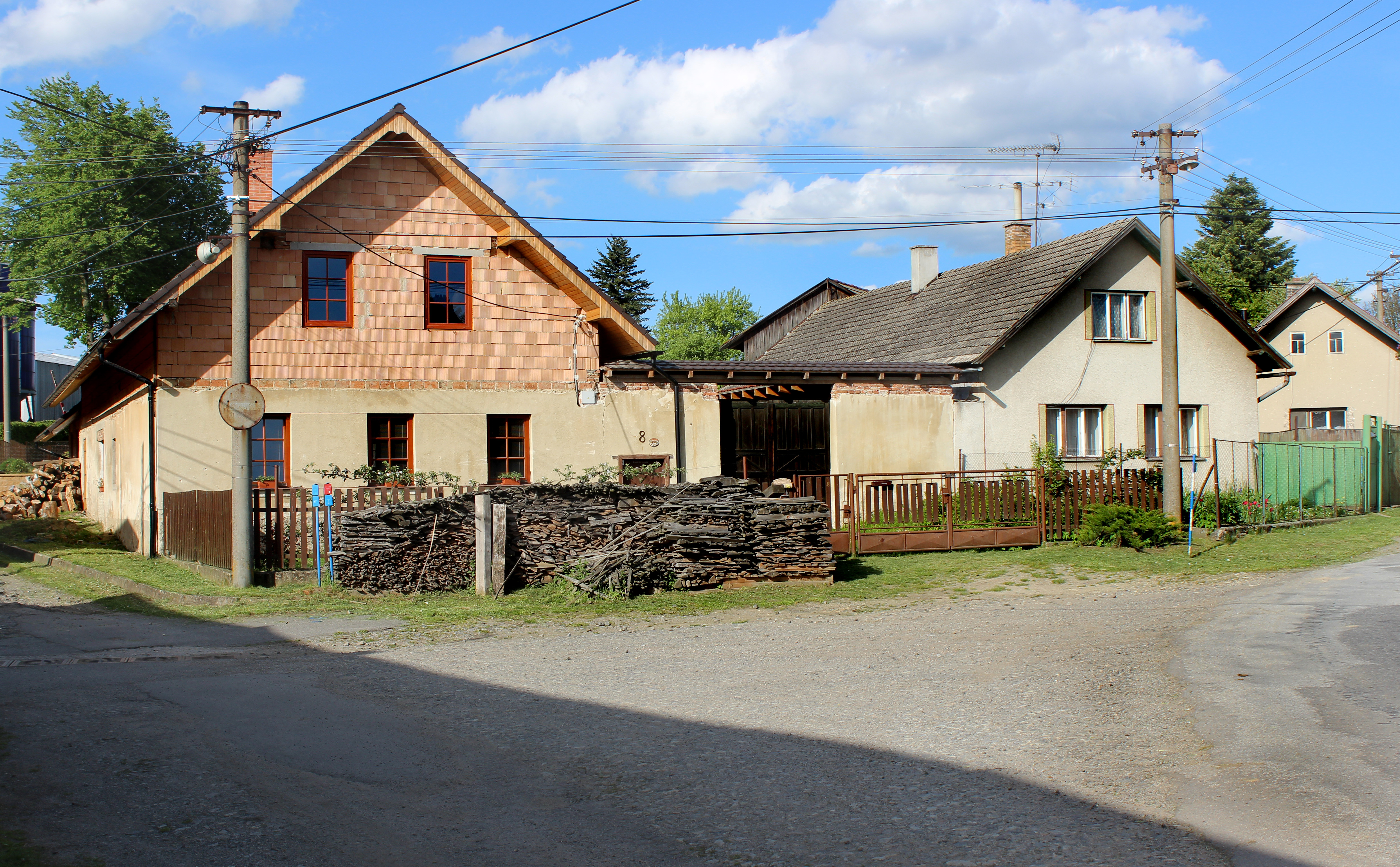
Bývalý statek